# Condado de Gila
El condado de Gila es uno de los 15 condados del Estado estadounidense de Arizona. La sede del condado es la ciudad de Globe, y su mayor ciudad es la misma. El condado posee un área de 12 421 km² (los cuales 73 km² están cubiertos por agua), la población de 51 335 habitantes, y la densidad de población es de 4 hab/km² (según censo nacional de 2000). Este condado fue fundado en 1881.